# Wilczyce (województwo warmińsko-mazurskie)
Wilczyce (niem. Wolfsgarten) – dawna osada leśna w Polsce położona w województwie warmińsko-mazurskim, w powiecie nidzickim, w gminie Nidzica.
W latach 1975–1998 miejscowość administracyjnie należała do województwa olsztyńskiego.
Nazwę zniesiono z 2023 r.